# Cristian Brocchi
Cristian Brocchi (Milano, 30 gennaio 1976) è un ex calciatore, allenatore di calcio e dirigente sportivo italiano, di ruolo centrocampista, direttore generale della Zeta Milano e della Zeta Napoli.

## Carriera

### Giocatore

#### Club

##### Gli inizi, Verona
Cresciuto nelle giovanili del Milan, fa il suo esordio tra i professionisti nella stagione 1995-1996 con la maglia della Pro Sesto, in Serie C1. Il ventenne centrocampista gioca l'intera stagione da titolare, con la squadra milanese che non riesce a evitare la retrocessione. Dopo una stagione in C2 sempre con la Pro Sesto, Brocchi torna in C1 con la casacca di un'altra società lombarda, la Lumezzane. Qui disputa un'ottima stagione, bagnata anche da 4 gol.
Nell'estate del 1998 arriva il passaggio nella Serie B, tesserato dal Verona. Sotto la guida del tecnico Cesare Prandelli, Brocchi contribuisce con 32 presenze e 6 gol a riportare gli scaligeri in Serie A. All'esordio nella massima categoria, Brocchi disputa un campionato molto positivo e la squadra, terminando la stagione 1999-2000 al nono posto, ottiene uno dei migliori risultati del club dopo la vittoria dello scudetto del 1984-1985.

##### L'approdo all'Inter, gli anni e le vittorie al Milan

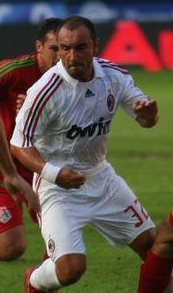
Brocchi in azione con la maglia del Milan nel 2007

Nell'estate del 2000 passa all'Inter. Passa la stagione in nerazzurro tra molta panchina e poche partite: 15 presenze in tutto con un gol, condizionata anche da un'operazione alla schiena per rimuovere due cisti che lo ha tenuto fermo per tre mesi. Al termine della stagione l'Inter, insoddisfatta del suo rendimento, lo scambia con Andrés Guglielminpietro del Milan, scontentando il giocatore. Brocchi si trasferisce così sull'altra sponda del Naviglio.
Nelle file dei rossoneri è relegato dal tecnico Carlo Ancelotti al ruolo di riserva di Andrea Pirlo, Gennaro Gattuso e Clarence Seedorf. In tre stagioni vince scudetto, UEFA Champions League, Coppa Italia, Supercoppa italiana e Supercoppa UEFA. In Europa viene impiegato, nella vittoriosa UEFA Champions League 2002-2003, nelle partite contro l'Ajax ai quarti di finale e l'Inter in semifinale. Nell'estate del 2005, visto il poco spazio a disposizione, chiede di andare a giocare altrove per trovare nuovi stimoli: approda così alla Fiorentina con la formula del prestito.

##### L'annata a Firenze e il ritorno al Milan
In Toscana, di nuovo sotto la guida di Cesare Prandelli, vive una stagione positiva coronata anche da un gol alla sua ex-squadra, l'Inter. I viola chiudono il torneo al quarto posto, ma le sentenze di Calciopoli impediscono alla squadra di disputare i preliminari di UEFA Champions League. Alla fine della stagione Brocchi sceglie di tornare al Milan, che formula un'offerta più vantaggiosa di quella della Fiorentina.

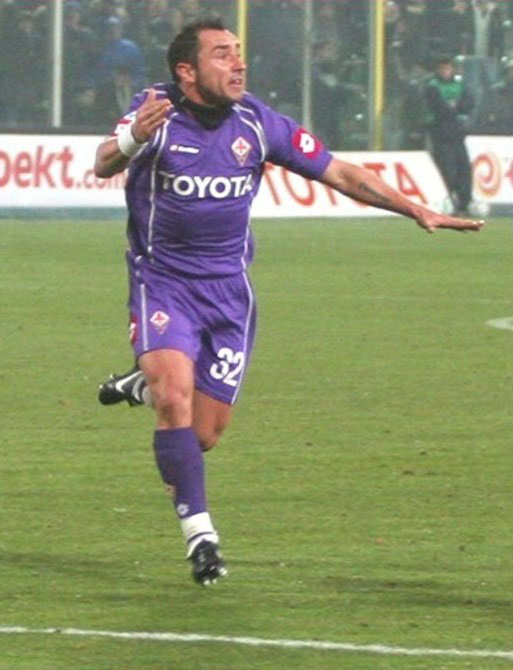
Brocchi esulta dopo il gol dell' 1-0 segnato all'Inter l'8 febbraio 2006

Torna al Milan con un nuovo entusiasmo, motivato anche dalle parole di apprezzamento nei suoi confronti del presidente rossonero Silvio Berlusconi. Chiuso da Gattuso e Ambrosini, nella stagione 2007-2008 la concorrenza a centrocampo aumenta ancora con l'acquisto da parte dei rossoneri di Emerson, ma si ritaglia comunque uno spazio importante, guadagnando la nazionale. In totale disputa 74 partite in due anni, tra cui le vittoriose finali di Supercoppa UEFA e Coppa del mondo per club, entrambe partendo dalla panchina.

##### Gli anni alla Lazio e il ritiro
Dopo aver cominciato la preparazione nel ritiro di Milanello, il 28 agosto 2008, tre giorni prima dell'inizio del campionato 2008-2009, viene ceduto a titolo definitivo alla Lazio. Esordisce nella vittoria per 4-1 in casa del Cagliari, venendo ammonito. Gioca la prima partita all'Olimpico il 14 settembre 2008 contro la Sampdoria, regalando l'assist per la rete del 2-0 finale. Il 13 maggio 2009 vince la Coppa Italia contro la Sampdoria. Chiude con 34 presenze la prima stagione capitolina.
La nuova annata si apre con la vittoria della Supercoppa italiana a Pechino contro l'Inter (2-1), disputata da titolare l'8 agosto 2009. Il 9 maggio 2010 torna al gol dopo tre anni e cinque mesi, con un destro dal limite dell'area che permette ai biancocelesti di battere il Livorno al Picchi (1-2), ripetendosi nel turno successivo segnando il definitivo 3-1 all'Udinese. Subito dopo la fine della stagione 2009-2010 si aggrega al Milan per partecipare a una tournée di amichevoli negli Stati Uniti. Nella stagione 2010-2011 gioca 32 partite tra campionato e Coppa Italia.
La stagione 2011-2012 inizia con un assist a Miro Klose per il gol contro il Catania (1-1) e, una settimana dopo, il 3 novembre 2011, segna il suo primo gol in campo internazionale, in Europa League, contro gli svizzeri dello Zurigo, consentendo alla Lazio di vincere la gara per 1-0.
Il 3 febbraio 2013, in Genoa-Lazio, subisce un intervento scomposto da parte di Matuzalém che gli procura un'infrazione al livello della base del primo e del secondo metatarso e una lussazione metatarso-falangea del terzo dito. Operatosi tre giorni dopo, pur avendo recuperato una buona mobilità dell'arto, il 10 maggio 2013 si ritira dal calcio giocato poiché lo staff medico della Lazio ha definitivamente appurato, dopo le terapie, l'inabilità a riprendere la consueta attività agonistica.
Brocchi lascia il calcio giocato dopo 496 presenze fra Pro Sesto, Lumezzane, Verona, Inter, Milan, Fiorentina e Lazio, e dopo aver vinto undici trofei (uno Scudetto, tre Coppe Italia, due Supercoppe italiane, due Champions League, una Coppa del mondo per club e due Supercoppe UEFA).

#### Nazionale
Dopo un positivo avvio di stagione 2006-2007 con la maglia del Milan, Brocchi viene convocato in nazionale dal CT Roberto Donadoni. Esordisce il 15 novembre 2006, a 30 anni, nella partita amichevole Italia-Turchia (1-1) disputata a Bergamo; sarà la sua unica presenza in azzurro.

### Allenatore

#### Milan

##### Giovanili
Una volta annunciato il suo ritiro, Brocchi intraprende la carriera di allenatore dove ha iniziato quella di calciatore, nelle giovanili del Milan, assumendo la guida della squadra degli Allievi professionisti di Prima e Seconda Divisione vincendo il campionato per quindi subentrare a Filippo Inzaghi, nel giugno 2014, alla guida della squadra Primavera. In campionato viene eliminato ai quarti di finale dopo i calci di rigore dal Torino che diventa poi campione, dopo un'annata all'insegna del bel gioco. Dalla Coppa Italia esce agli ottavi per mano dell'Atalanta e al Torneo di Viareggio non riesce a superare il girone, piazzandosi 3º dietro Palermo e PSV, vince l'internazionale cup Dubai battendo valencia e Real Madrid in finale. L'anno seguente esce dalla Coppa Italia agli ottavi per mano della Fiorentina mentre al Viareggio viene eliminato dalla Juventus poi campione, in campionato porta la squadra, apprezzata dagli addetti ai lavori per la qualità del gioco espresso, a un passo dalle finali, prima di passare alla guida della prima squadra.

##### Prima squadra
A seguito dell'esonero di Siniša Mihajlović, il 12 aprile 2016, assume la conduzione tecnica della prima squadra fino al termine della stagione. Nelle partite di campionato sotto la sua guida, la squadra ottiene due vittorie (contro Sampdoria e Bologna, entrambe in trasferta), due pareggi (contro Carpi e Frosinone, entrambi in casa) e due sconfitte (contro Hellas Verona e Roma), totalizzando 8 punti in 6 partite (uno in meno di quanti ne aveva ottenuti Mihajlović nel girone d'andata contro le stesse squadre, di cui appena due contro le retrocesse del campionato, Carpi, Frosinone e Verona), con la squadra che scende dalla sesta posizione (che aveva al momento dell'esonero del tecnico serbo), alla settima, staccata a fine campionato di quattro punti dal Sassuolo, autore di quattro vittorie consecutive nelle ultime quattro partite di campionato. La finale di Coppa Italia del 21 maggio a Roma contro la Juventus si conclude anch'essa negativamente per il Milan, con la sconfitta per 1-0 ai supplementari. Il 26 giugno comunica alla società la decisione di voler lasciare la panchina e due giorni dopo viene quindi sostituito da Vincenzo Montella.

#### Brescia e assistente al Jiangsu Suning
Il 10 luglio seguente viene presentato come nuovo allenatore del Brescia, club militante in Serie B. Fa il suo debutto sulla panchina della Leonessa il 7 agosto 2016 in Coppa Italia perdendo 2-0 contro il Pisa. Dopo un ottimo girone d'andata, in seguito a 7 sconfitte in 9 gare del girone di ritorno, il 12 marzo 2017 viene esonerato e sostituito da Gigi Cagni.
Il 14 giugno seguente insieme a Gianluca Zambrotta viene presentato come assistente di Fabio Capello in Cina allo Jiangsu Suning, in veste di allenatore in seconda. L’esperienza termina il 28 marzo 2018 con la rescissione di Capello.

#### Monza
Il 22 ottobre dello stesso anno viene chiamato da Silvio Berlusconi e Adriano Galliani al Monza, in Serie C, per sostituire l'esonerato Marco Zaffaroni. Sei giorni dopo al debutto vince in trasferta per 0-2 contro l’Alma Juventus Fano. In campionato arriva quinto qualificandosi ai play-off mentre l’8 maggio 2019 perde la finale di Coppa Italia Serie C all’ultimo minuto contro la Viterbese Castrense per 1-0 dopo che aveva vinto la gara di andata per 2-1. Dopo aver eliminato Fermana e Südtirol nei primi due turni dei play-off, il cammino del Monza si ferma ai quarti contro l’Imolese, che si impone grazie al migliore piazzamento in classifica. Brocchi viene comunque confermato per la stagione seguente  e vince il campionato con 61 punti raccolti in 27 partite disputate, a 16 lunghezze dalla Carrarese (la stagione regolare viene sospesa a causa della pandemia di COVID-19); il Monza torna così in Serie B dopo 19 anni. Il club brianzolo termina la stagione regolare di Serie B 2020-2021 al terzo posto con 64 punti, accedendo ai play-off, dove viene eliminato in semifinale dal Cittadella. Il 28 maggio 2021 Brocchi rescinde il contratto con la società brianzola.

#### Vicenza
Il 22 settembre 2021 viene ingaggiato dal Vicenza, ultimo in classifica in Serie B senza punti dopo 6 partite, al posto dell'esonerato Domenico Di Carlo. Dopo la sconfitta per 0-1 con la Cremonese al debutto, il 3 ottobre vince lo scontro diretto per 2-4 contro il Pordenone. L'11 aprile 2022 viene esonerato all'indomani della sconfitta subita sul campo del Benevento (1-0), con la squadra terzultima in classifica e avendo collezionato 25 punti in 28 partite.

#### Altre esperienze e Kings League
Nelle stagioni 2023-2024 e 2024-2025 è uno degli opinionisti in studio delle gare di Champions su Prime Video.
Nel frattempo nel gennaio 2025 diventa allenatore dello Zeta FC, club di calcio a 7 della Kings League Italy (a sua volta lega dell'ecosistema Kings League creato da Gerard Piqué)  e fa il suo debutto anche su DAZN. Tuttavia in un'intervista rilasciata a La Gazzetta dello Sport il 1º maggio 2025, ha ufficializzato il suo ritiro dalla carriera da allenatore.
Il 28 gennaio 2025, Brocchi viene annunciato come nuovo direttore generale della Zeta Milano, squadra di seconda categoria lombarda (di cui fa parte anche la Zeta FC di Kings League), inoltre il 30 giugno viene annunciato, sempre come direttore generale, anche alla Zeta Napoli, squadra di terza categoria campana creata sempre dall'influencer Antonio Pellegrino e la cui presidenza affidata al collega "El Italo" .

## Vita privata
Dall’unione con la moglie Evelyn  sono nati due figli, Filippo (2006), che gioca come centrocampista nel Rovato Vertovese  e Federico (2009), che gioca come attaccante nella Pro Patria.

## Procedimenti giudiziari
Insieme a Christian Vieri è fondatore della marca d'abbigliamento Baci & Abbracci e l'azienda di arredi di lusso Bfc&co, finita in bancarotta nel gennaio del 2013.
L'11 gennaio 2013 viene indagato dalla Procura di Milano per concorso in bancarotta insieme all'ex compagno di squadra e amico Christian Vieri. I due calciatori sono stati messi sotto inchiesta per il fallimento da 14 milioni di euro della loro società di arredi di lusso, la "Bfc&co". Le loro abitazioni sono state perquisite dai militari della Guardia di Finanza su mandato del pm Ascione e risultano coinvolte anche le loro madri, Christiane Rivaux e Rossella Cerruti, entrambe con una carica sociale, oltre all'amministratore della società Fabio Arcuri. Il 12 febbraio 2014 il pm Ascione ha chiesto l'archiviazione.

## Statistiche

### Presenze e reti nei club
| Stagione         | Squadra          | Campionato       | Campionato | Campionato | Coppe nazionali | Coppe nazionali | Coppe nazionali | Coppe continentali | Coppe continentali | Coppe continentali | Altre coppe | Altre coppe | Altre coppe | Totale | Totale |
| Stagione         | Squadra          | Comp             | Pres       | Reti       | Comp            | Pres            | Reti            | Comp               | Pres               | Reti               | Comp        | Pres        | Reti        | Pres   | Reti   |
| ---------------- | ---------------- | ---------------- | ---------- | ---------- | --------------- | --------------- | --------------- | ------------------ | ------------------ | ------------------ | ----------- | ----------- | ----------- | ------ | ------ |
| 1995-1996        | Pro Sesto        | C1               | 32         | 1          | CI-C            | ?               | ?               | -                  | -                  | -                  | -           | -           | -           | 32+    | 1+     |
| 1996-1997        | Pro Sesto        | C2               | 25         | 2          | CI-C            | ?               | ?               | -                  | -                  | -                  | -           | -           | -           | 25+    | 2+     |
| Totale Pro Sesto | Totale Pro Sesto | Totale Pro Sesto | 57         | 3          |                 | ?               | ?               |                    | -                  | -                  |             | -           | -           | 57+    | 3+     |
| 1997-1998        | Lumezzane        | C1               | 30         | 4          | CI-C            | ?               | ?               | -                  | -                  | -                  | -           | -           | -           | 30+    | 4+     |
| 1998-1999        | Verona           | B                | 32         | 6          | CI              | 3               | 0               | -                  | -                  | -                  | -           | -           | -           | 35     | 6      |
| 1999-2000        | Verona           | A                | 27         | 2          | CI              | 1               | 0               | -                  | -                  | -                  | -           | -           | -           | 28     | 2      |
| Totale Verona    | Totale Verona    | Totale Verona    | 59         | 8          |                 | 4               | 0               |                    | -                  | -                  |             | -           | -           | 63     | 8      |
| 2000-2001        | Inter            | A                | 15         | 1          | -               | -               | -               | UCL+CU             | 1+2                | 0                  | -           | -           | -           | 18     | 1      |
| 2001-2002        | Milan            | A                | 12         | 1          | CI              | 5               | 0               | CU                 | 7                  | 0                  | -           | -           | -           | 24     | 1      |
| 2002-2003        | Milan            | A                | 12         | 2          | CI              | 7               | 0               | UCL                | 7                  | 0                  | -           | -           | -           | 26     | 2      |
| 2003-2004        | Milan            | A                | 11         | 0          | CI              | 6               | 0               | UCL                | 3                  | 0                  | SI+SU       | 1+0         | 0           | 21     | 0      |
| 2004-2005        | Milan            | A                | 11         | 0          | CI              | 3               | 1               | UCL                | 2                  | 0                  | SI          | 0           | 0           | 16     | 1      |
| 2005-2006        | Fiorentina       | A                | 35         | 3          | CI              | 4               | 0               | -                  | -                  | -                  | -           | -           | -           | 39     | 3      |
| 2006-2007        | Milan            | A                | 29         | 1          | CI              | 5               | 1               | UCL                | 8                  | 0                  | -           | -           | -           | 42     | 2      |
| 2007-2008        | Milan            | A                | 24         | 0          | CI              | 2               | 0               | UCL                | 3                  | 0                  | SU+Cmc      | 1+2         | 0           | 32     | 0      |
| Totale Milan     | Totale Milan     | Totale Milan     | 99         | 4          |                 | 28              | 2               |                    | 30                 | 0                  |             | 4           | 0           | 161    | 6      |
| 2008-2009        | Lazio            | A                | 31         | 0          | CI              | 3               | 0               | -                  | -                  | -                  | -           | -           | -           | 34     | 0      |
| 2009-2010        | Lazio            | A                | 27         | 2          | CI              | 2               | 0               | UEL                | 3                  | 0                  | SI          | 1           | 0           | 33     | 2      |
| 2010-2011        | Lazio            | A                | 30         | 0          | CI              | 2               | 0               | -                  | -                  | -                  | -           | -           | -           | 32     | 0      |
| 2011-2012        | Lazio            | A                | 15         | 0          | CI              | 0               | 0               | UEL                | 3                  | 1                  | -           | -           | -           | 18     | 1      |
| 2012-2013        | Lazio            | A                | 8          | 0          | CI              | 3               | 0               | UEL                | 0                  | 0                  | -           | -           | -           | 11     | 0      |
| Totale Lazio     | Totale Lazio     | Totale Lazio     | 111        | 2          |                 | 10              | 0               |                    | 6                  | 1                  |             | 1           | 0           | 128    | 3      |
| Totale carriera  | Totale carriera  | Totale carriera  | 406        | 25         |                 | 46+             | 2+              |                    | 39                 | 1                  |             | 5           | 0           | 496+   | 28+    |

### Cronologia presenze e reti in nazionale
| Cronologia completa delle presenze e delle reti in nazionale ― Italia | Cronologia completa delle presenze e delle reti in nazionale ― Italia | Cronologia completa delle presenze e delle reti in nazionale ― Italia | Cronologia completa delle presenze e delle reti in nazionale ― Italia | Cronologia completa delle presenze e delle reti in nazionale ― Italia | Cronologia completa delle presenze e delle reti in nazionale ― Italia | Cronologia completa delle presenze e delle reti in nazionale ― Italia | Cronologia completa delle presenze e delle reti in nazionale ― Italia |
| Data                                                                  | Città                                                                 | In casa                                                               | Risultato                                                             | Ospiti                                                                | Competizione                                                          | Reti                                                                  | Note                                                                  |
| --------------------------------------------------------------------- | --------------------------------------------------------------------- | --------------------------------------------------------------------- | --------------------------------------------------------------------- | --------------------------------------------------------------------- | --------------------------------------------------------------------- | --------------------------------------------------------------------- | --------------------------------------------------------------------- |
| 15-11-2006                                                            | Bergamo                                                               | Italia                                                                | 1 – 1                                                                 | Turchia                                                               | Amichevole                                                            | -                                                                     | 59’                                                                   |
| Totale                                                                |                                                                       | Presenze                                                              | 1                                                                     |                                                                       | Reti                                                                  | 0                                                                     |                                                                       |

### Statistiche da allenatore
Statistiche aggiornate all'11 dicembre 2021.
| Stagione            | Squadra         | Campionato      | Campionato | Campionato | Campionato | Campionato | Coppe nazionali | Coppe nazionali | Coppe nazionali | Coppe nazionali | Coppe nazionali | Coppe continentali | Coppe continentali | Coppe continentali | Coppe continentali | Coppe continentali | Altre coppe | Altre coppe | Altre coppe | Altre coppe | Altre coppe | Totale | Totale | Totale | Totale | % Vittorie | Piazzamento |
| Stagione            | Squadra         | Comp            | G          | V          | N          | P          | Comp            | G               | V               | N               | P               | Comp               | G                  | V                  | N                  | P                  | Comp        | G           | V           | N           | P           | G      | V      | N      | P      | %          | Piazzamento |
| ------------------- | --------------- | --------------- | ---------- | ---------- | ---------- | ---------- | --------------- | --------------- | --------------- | --------------- | --------------- | ------------------ | ------------------ | ------------------ | ------------------ | ------------------ | ----------- | ----------- | ----------- | ----------- | ----------- | ------ | ------ | ------ | ------ | ---------- | ----------- |
| apr.-giu. 2016      | Milan           | A               | 6          | 2          | 2          | 2          | CI              | 1               | 0               | 0               | 1               | -                  | -                  | -                  | -                  | -                  | -           | -           | -           | -           | -           | 7      | 2      | 2      | 3      | 28,57      | Sub. 7º     |
| 2016-mar. 2017      | Brescia         | B               | 30         | 7          | 10         | 13         | CI              | 1               | 0               | 0               | 1               | -                  | -                  | -                  | -                  | -                  | -           | -           | -           | -           | -           | 31     | 7      | 10     | 14     | 22,58      | Eson.       |
| ott. 2018-2019      | Monza           | C               | 30+4       | 13+2       | 10+1       | 7+1        | CI+CI-C         | 0+7             | 5               | 1               | 1               | -                  | -                  | -                  | -                  | -                  | -           | -           | -           | -           | -           | 41     | 20     | 12     | 9      | 48,78      | Sub. 5º     |
| 2019-2020           | Monza           | C               | 27         | 18         | 7          | 2          | CI+CI-C         | 3+2             | 2+1             | 0+0             | 1+1             | -                  | -                  | -                  | -                  | -                  | -           | -           | -           | -           | -           | 32     | 21     | 7      | 4      | 65,63      | 1º (prom.)  |
| 2020-2021           | Monza           | B               | 38+2       | 17+1       | 13         | 8+1        | CI              | 3               | 1               | 1               | 1               | -                  | -                  | -                  | -                  | -                  | -           | -           | -           | -           | -           | 43     | 19     | 14     | 10     | 44,19      | 3º          |
| Totale Monza        | Totale Monza    | Totale Monza    | 101        | 51         | 31         | 19         |                 | 15              | 9               | 2               | 4               |                    | -                  | -                  | -                  | -                  |             | -           | -           | -           | -           | 116    | 60     | 33     | 23     | 51,72      |             |
| set. 2021-apr. 2022 | Vicenza         | B               | 28         | 6          | 7          | 15         | CI              | -               | -               | -               | -               | -                  | -                  | -                  | -                  | -                  | -           | -           | -           | -           | -           | 28     | 6      | 7      | 15     | 21,43      | Sub., Eson. |
| Totale carriera     | Totale carriera | Totale carriera | 165        | 66         | 50         | 49         |                 | 17              | 9               | 2               | 6               |                    | -                  | -                  | -                  | -                  |             | -           | -           | -           | -           | 182    | 75     | 52     | 55     | 41,21      |             |

## Palmarès

### Giocatore

#### Competizioni nazionali
- Campionato italiano di Serie B: 1

Verona: 1998-1999
- Coppa Italia: 3

Milan: 2002-2003
Lazio: 2008-2009, 2012-2013
- Campionato italiano: 1

Milan: 2003-2004
- Supercoppa italiana: 2

Milan: 2004
Lazio: 2009

#### Competizioni internazionali
- UEFA Champions League: 2

Milan: 2002-2003, 2006-2007
- Supercoppa UEFA: 2

Milan: 2003, 2007
- Coppa del mondo per club: 1

Milan: 2007

### Allenatore
- Campionato italiano Serie C: 1

Monza: 2019-2020 (girone A)